# Odd Iversen
Odd "Ivers" Iversen (født 6. november 1945 i Trondheim, Norge, død 29. december 2014 i Trondheim, Norge) var en fodboldspiller (angriber) fra Norge.
Iversen spillede størstedelen af sin karriere i hjemlandet, hvor han blandt andet tilbragte 11 sæsoner hos Rosenborg i hjembyen Trondheim. Han var med til at sikre klubben det norske mesterskab i både 1967 og 1969. Udover tiden hos Rosenborg repræsenterede han også for Vålerenga i Oslo samt for belgiske K.R.C. Mechelen.
Iversen spillede desuden 45 kampe og scorede 19 mål for Norges landshold. Hans første landskamp var et opgør mod Finland 1. juni 1967, hans sidste en EM-kvalifikationskamp mod Belgien 12. september 1979.
Iversen var far til en anden norsk landsholdsangriber, Steffen Iversen.

## Titler
Tippeligaen
- 1967 og 1969 med Rosenborg